# Emile Severeyns
Emile o Emiel Severeyns (Schoten, 19 d'agost de 1931 - Anvers, 30 de novembre de 1979) fou un ciclista belga, professional des del 1953 fins al 1971. Va combinar tant el ciclisme en pista com en ruta. Va aconseguir 25 victòries en curses de sis dies i quatre títols europeus de Madison. La majoria d'aquests triomfs els va aconseguir fent parella amb Rik Van Steenbergen.

## Palmarès
- 1955
  - 1r als Sis dies de Gant (amb Rik Van Steenbergen)
  - 1r als Sis dies de Brussel·les (amb Rik Van Steenbergen)
- 1956
  - 1r als Sis dies de Brussel·les (amb Rik Van Steenbergen)
  - 1r als Sis dies de Dortmund (amb Rik Van Steenbergen)
  - 1r del Premi d'Heist-op-den-Berg
- 1957
  - 1r als Sis dies de Berlín (amb Rik Van Steenbergen)
- 1958
  - Campió d'Europa de Madison (amb Rik Van Steenbergen)
  - 1r als Sis dies de Brussel·les (amb Rik Van Steenbergen)
  - 1r als Sis dies d'Anvers (amb Rik Van Steenbergen i Reginald Arnold)
  - 1r als Sis dies de Frankfurt (amb Rik Van Steenbergen)
  - 1r als Sis dies de Copenhaguen (amb Rik Van Steenbergen)
- 1959
  - Campió d'Europa de Madison (amb Rik Van Steenbergen)
  - 1r als Sis dies de Zuric (amb Rik Van Steenbergen)
- 1960
  - Campió d'Europa de Madison (amb Rik Van Steenbergen)
  - 1r als Sis dies de Brussel·les (amb Rik Van Steenbergen)
  - 1r als Sis dies de Copenhaguen (amb Rik Van Steenbergen)
  - 1r als Sis dies d'Aarhus (amb Rik Van Steenbergen)
- 1961
  - Campió d'Europa de Madison (amb Rik Van Steenbergen)
  -  Campió de Bèlgica en Madison (amb Rik Van Steenbergen)
  - 1r als Sis dies de Dortmund (amb Rik Van Steenbergen)
  - 1r als Sis dies de Zuric (amb Rik Van Steenbergen)
- 1962
  -  Campió de Bèlgica en Madison (amb Rik Van Steenbergen)
  - 1r als Sis dies de Colònia (amb Rik Van Steenbergen)
  - 1r als Sis dies de Milà (amb Rik Van Steenbergen)
  - 1r a l'Elfstedenronde
- 1964
  - 1r als Sis dies de Mont-real (amb Palle Lykke)
  - 1r als Sis dies de Quebec (amb Lucien Gillen)
- 1965
  - 1r als Sis dies de Quebec (amb Rik Van Steenbergen)
  - 1r als Sis dies de Toronto (amb Rik Van Steenbergen)
- 1966
  - 1r als Sis dies de Mont-real (amb Palle Lykke)
  - 1r als Sis dies de Madrid (amb Walter Godefroot)
- 1967
  - 1r als Sis dies de Mont-real (amb Patrick Sercu)
- 1968
  - 1r als Sis dies d'Anvers (amb Theofiel Verschueren i Sigi Renz)